# 滋賀県道322号比良山線
滋賀県道322号比良山線（しがけんどう322ごう ひらさんせん）は、滋賀県大津市を通る一般県道である。

## 概要
比良山地の山麓駅から大津市北比良に至る。
比良山地の山麓駅から琵琶湖岸の滋賀県道558号高島大津線（旧国道161号）までを結ぶ。
この山麓駅からはリフトとロープウェイを乗り継いで武奈ヶ岳近くまで到達することができた。また、山麓駅付近にはスキー場が拓かれていたが2004年（平成16年）に廃止。のちに当道を通るバス路線も廃止されたが、2013年（平成25年）から運行が再開されている。現行の経路は江若交通の比良登山線（130系）。

### 路線データ
- 起点：大津市北比良（比良山地）
- 終点：大津市北比良（国道比良山口交差点、滋賀県道558号高島大津線交点）
- 総延長；2.6 km

## 歴史
- 1996年（平成8年）4月1日 - 滋賀県告示第158号により路線認定[1]

## 地理

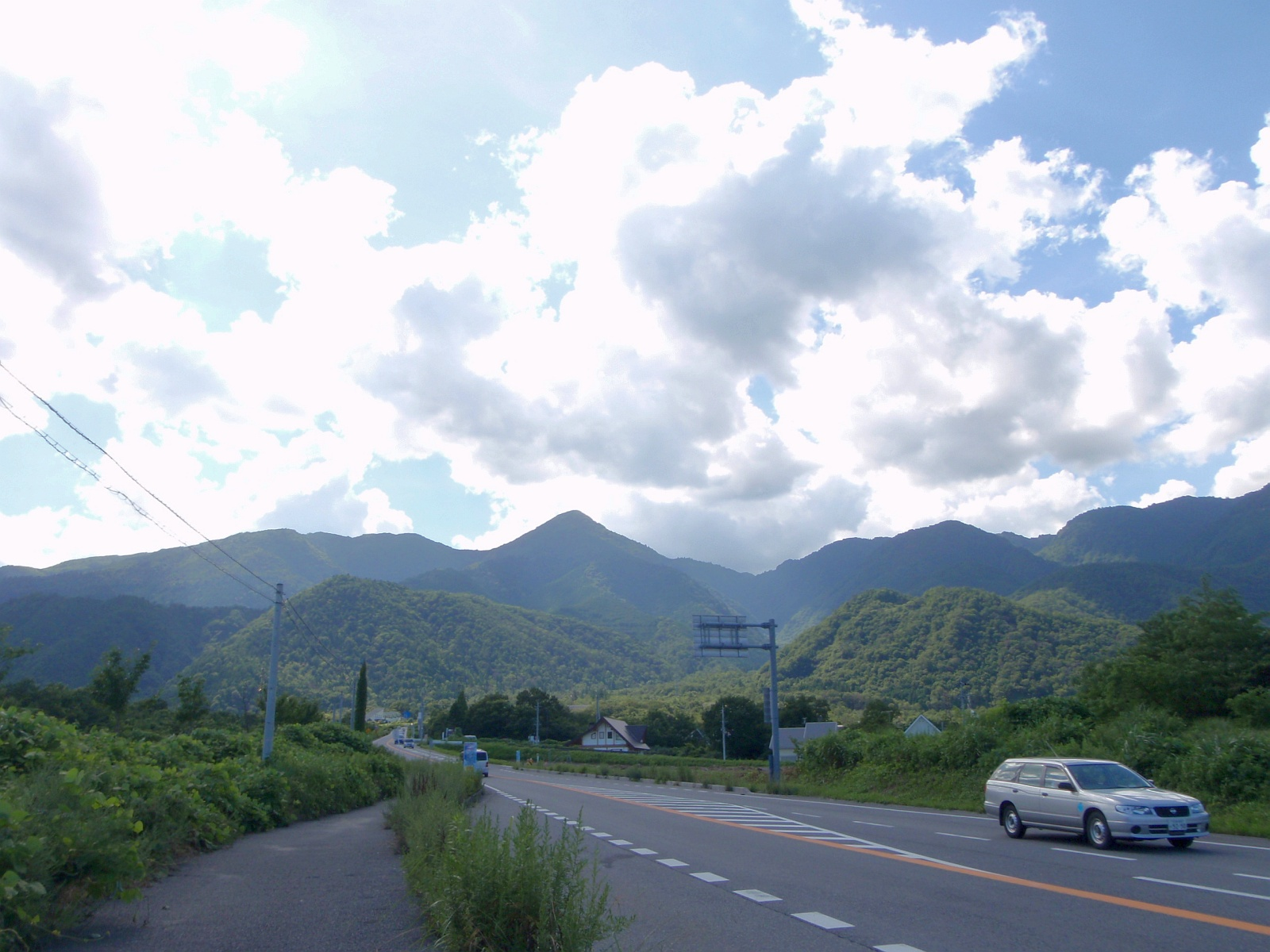
終点付近から起点方面を望む

### 通過する自治体
- 大津市

### 交差する道路
| 交差する道路                       | 交差する場所 | 交差する場所              |
| ---------------------------------- | ------------ | ------------------------- |
| 国道161号 / 志賀バイパス           | 北比良       | 比良ランプ                |
| 滋賀県道558号高島大津線 / 西近江路 | 北比良       | 国道比良山口交差点 / 終点 |

### 沿線
- 比良川
- びわこ成蹊スポーツ大学
- 天然温泉比良とぴあ[注釈 1]